# Joseph Bonifacio de la Môle
Joseph Boniface de La Môle (nacido en 1526 - fallecido el 30 de abril de 1574) fue un noble francés. Era hijo de Jacques Boniface, señor de la Môle et de Colobrières, de Marsella.

## Biografía
La Môle fue la amante provenzal de Margarita de Valois, entre otros, durante la primera parte de su matrimonio con el rey Enrique III de Navarra, futuro rey de Francia.
Sirvió a Francisco, duque de Anjou y Alençon, hermano de Margarita e hijo menor del rey Enrique II de Francia y Catalina de Medici. Representó al duque de Alençon durante las negociaciones matrimoniales con la reina Isabel I de Inglaterra en 1572. En 1574 estuvo implicado en una conspiración descontenta contra el rey reinante, Carlos IX, que estaba gravemente enfermo, apoyada por el duque de Alençon. Fue acusado de atentar contra la vida del rey cuando pincharon con agujas una estatuilla de cera que había obtenido del astrólogo Cosimo Ruggeri, fue encontrado en su poder. Tras ser sometido a interrogatorios y torturas, fue condenado a muerte. Fue descuartizado y decapitado en la Place de Grève en París con su co-conspirador, Annibal de Coconas. Se rumorea que Marguerita embalsamó la cabeza de la Môle y la guardó en un ataúd enjoyado.

## En la ficción
Es interpretado por el actor suizo Vincent Pérez en la película La reina Margot y Dmitri Jaratián en la miniserie rusa "La Reine Margot" ("Королева Марго" (1996)).